# Чорній Роман Ігорович
Чорній Роман Ігорович (позивний «Шелест»; 26 вересня 2001, с. Загір’я, Самбірський р-н, Львівська обл. — 8 листопада 2023 року, Сіверодонецький р-н, Луганська обл.) — український військовослужбовець, гранатометник у 12-ій бригаді спеціального призначення НГУ «Азов», активіст. Учасник російсько-української війни, лицар ордена «За мужність» III ступеня (посмертно).

## Життєпис
Народився 26 вересня 2001 року у селі Загір’я Самбірського району Львівської області. У 2018 році закінчив Луківський навчально-виховному комплексі (тепер Луківський ЗЗСО). Ще школярем глибоко цікавився історією України, мав чітку позицію щодо української мови та всього українського, боровся за декомунізацію радянського памʼятника льотчику-лейтенанту Городенцеву в сусідньому селі Луки. Він умів відстояти свою думку, оперуючи фактами з історії. 
Вищу освіту здобував у Львівському лісотехнічному університеті на спеціальності «Меблеві технології». Проте мріяв та планував у майбутньому навчатись військовій справі.
У студентські роки вступив до громадського об’єднання «Основа майбутнього», раніше відомого як «Січ»,  один з лідерів якої, Євген Карась, був для хлопця великим авторитетом. Роман був одним із найактивніших представників молодого покоління цього руху у Львові. За заслуги отримав шеврон «С-14». Його зусилля в даній організації полягали у:
⁃ антинаркотичній діяльності. Постійно брав участь у рейдах проти закладувальників, завжди носив із собою балон з фарбою щоб всюди де можна замальовувати телеграм-адреси продажу наркотиків.  
⁃ боротьбі за українську мову.. Брав участь у «мовних» рейдах по закладах відпочинку з метою очищення музичних плейлистів від російськомовної музики. Долучався до акцій проти об'єктів торгівлі, де не хотіли обслуговувати українською мовою.  
⁃ акціях за декомунізацію, відвідував суди проти захисників комуністичної ідеології.  
⁃ акціях на підтримку Катерини Гандзюк, Ріфмастера, проти Андрія Портнова. 
⁃ акціях памʼяті про Майдан.  
Саме в цій організації Роман отримав свій позивний «Шелест», запозичений із прізвища державного діяча Петра Шелеста, який свого часу був борцем за українську ідентичність. Згодом вже побратими ще називали Романа «Подорожник», адже був добрим та безкорисливим. 

## Участь у війні проти РФ
Коли був студентом 4 курсу, добровільно пішов на фронт у середині квітня 2022 року, стимулюючись служінням батька Ігоря у 80 десантно-штурмовій бригаді та загибеллю улюбленого викладача Юрій_Руф(1 квітня). Він долучився до лав 12-ї бригади спеціального призначення НГУ «Азов» на посаді гранатометника. Брав участь у боях під Кремінною. Загинув 8 листопада 2023 року у Серебрянському лісі, що На Луганщині,  від кульового поранення. Похований  15 листопада у селі Луки, що на Львівщині.
«Він любив Україну більше, ніж маму» -   слова його мами Оксани.

## Родина
У Романа залишилися батьки та молодша сестра. 

## Нагороди
- Орден «За мужність» ІІІ ступеня (посмертно).

## Вшанування пам’яті
- У Луківському ЗЗСО, де навчався Роман, встановлено меморіальну дошку.
- У рідному селі проводяться пам’ятні заходи на його честь.